# Église Saint-Laurent (Salon-de-Provence)

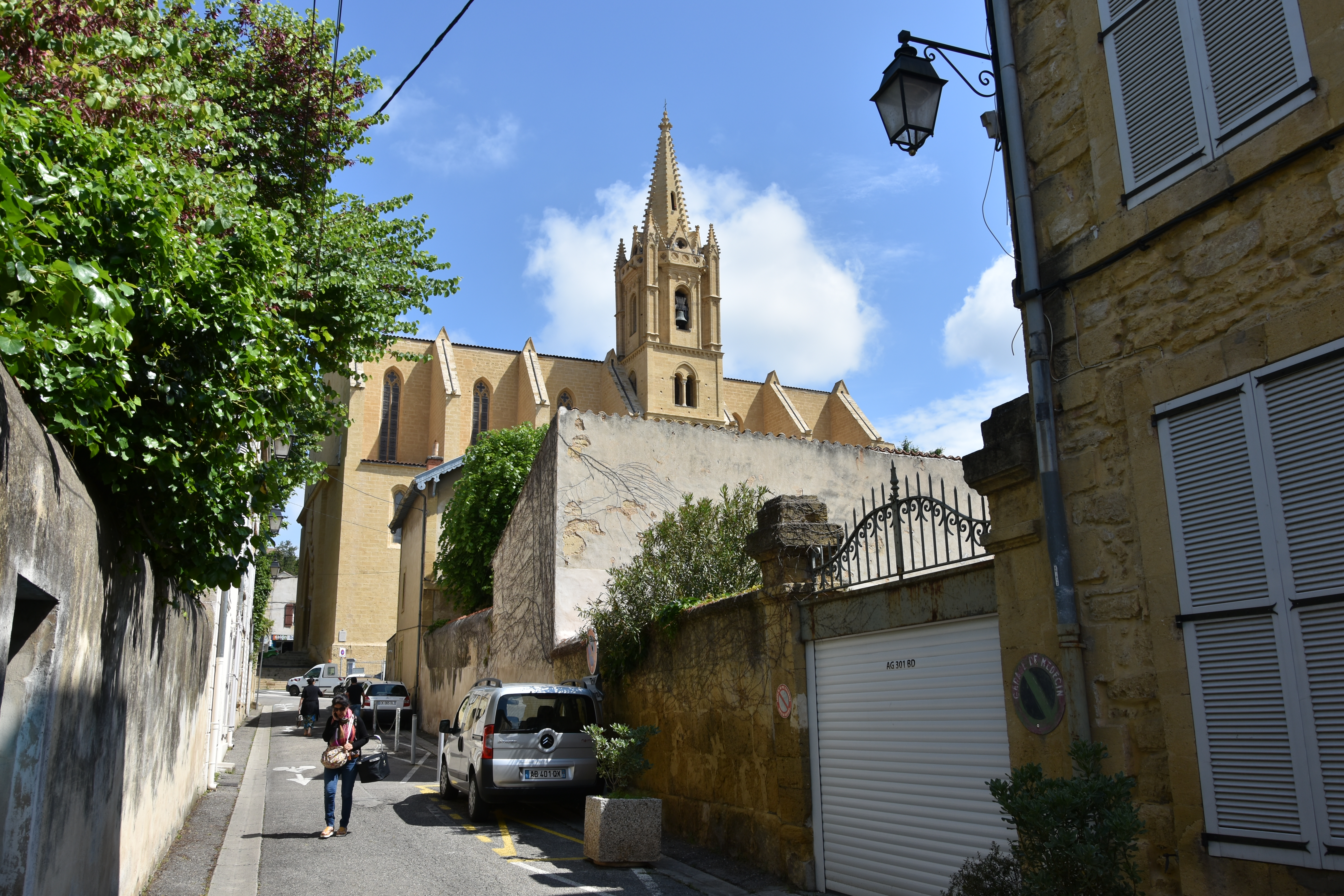
Église Saint-Laurent

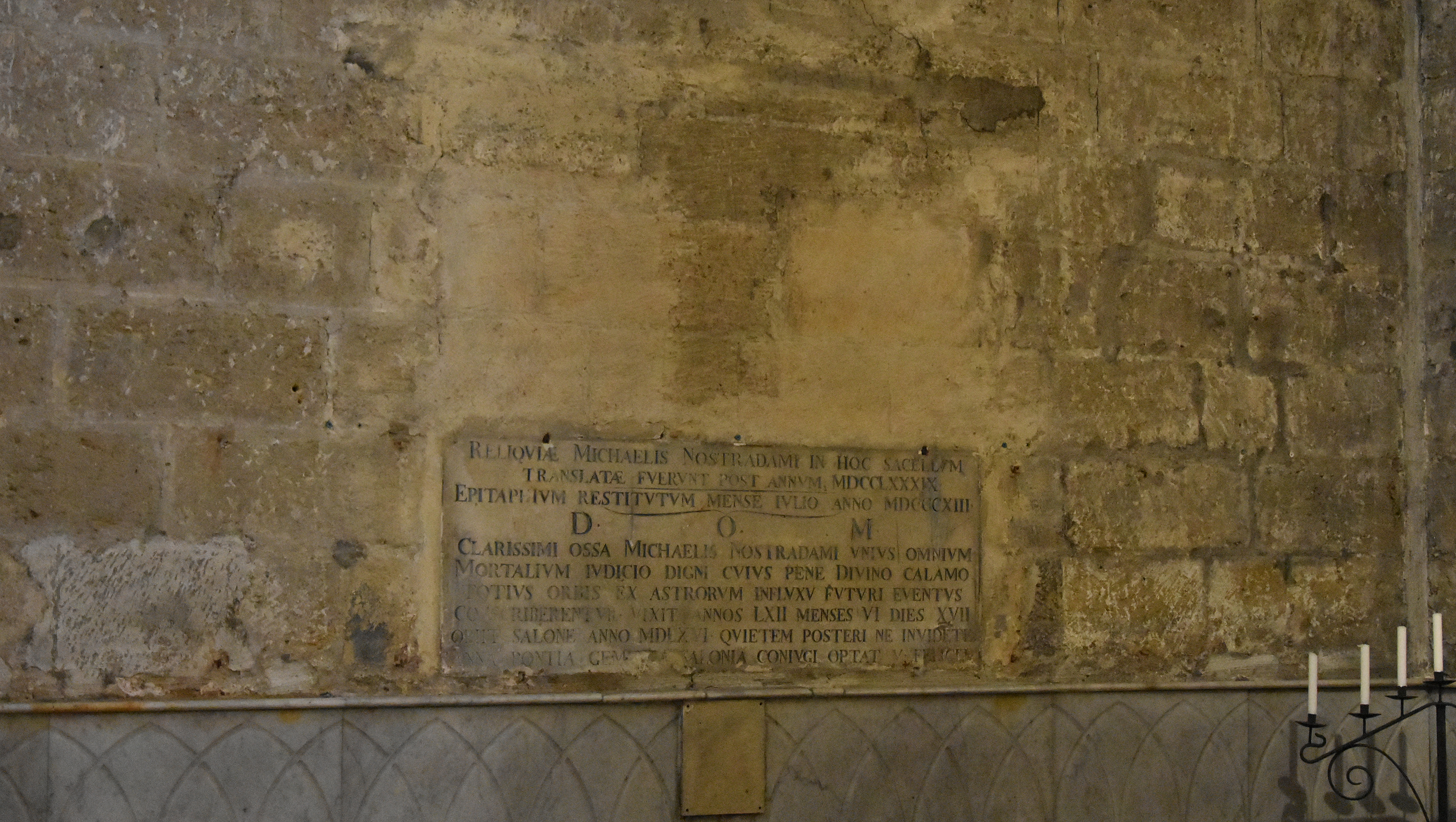
Het graf van Nostradamus

De Église Saint-Laurent of Collégiale Saint-Laurent is een kerkgebouw in de Franse stad Salon-de-Provence. Deze kapittelkerk is toegewijd aan haar beschermheilige Laurentius van Rome. De kerk is vooral bekend omdat Nostradamus hier begraven ligt. De kerk en haar inhoud zijn beschermd als nationaal monument.

## Geschiedenis
Tot in de 16e eeuw lag dit kerkgebouw buiten de muren van de stad. Ze werd opgetrokken op de plaats van een kapel met dezelfde naam. De eerste steen werd in 1344 door aartsbisschop Jean de Cardonne gelegd. In de 15e eeuw stortte de kerk in, met uitzondering van de kerktoren. De heropbouw startte in 1480. In 1499 werd de kerk benoemd tot kapittelkerk. De kerk en haar bedienaars kregen te maken met de troebelen tijdens het bewind van koning Hendrik IV van Frankrijk in de 16e eeuw. De Franse revolutionairen verkochten de kerk eind 18e eeuw als nationaal goed, maar de kerk werd opnieuw opengesteld voor kerkdiensten in 1804.

## Afbeeldingen

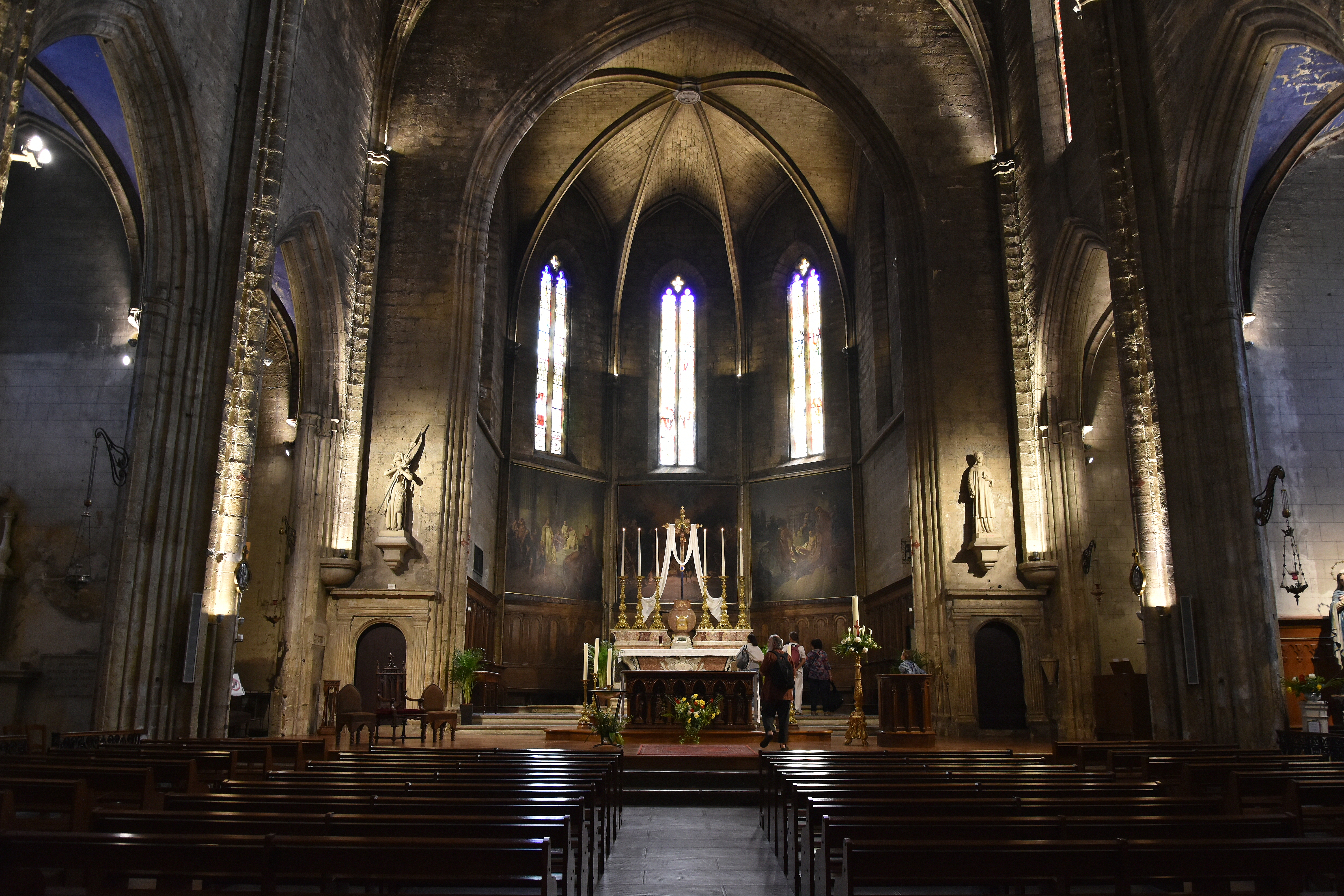
Kerkschip en priesterkoor
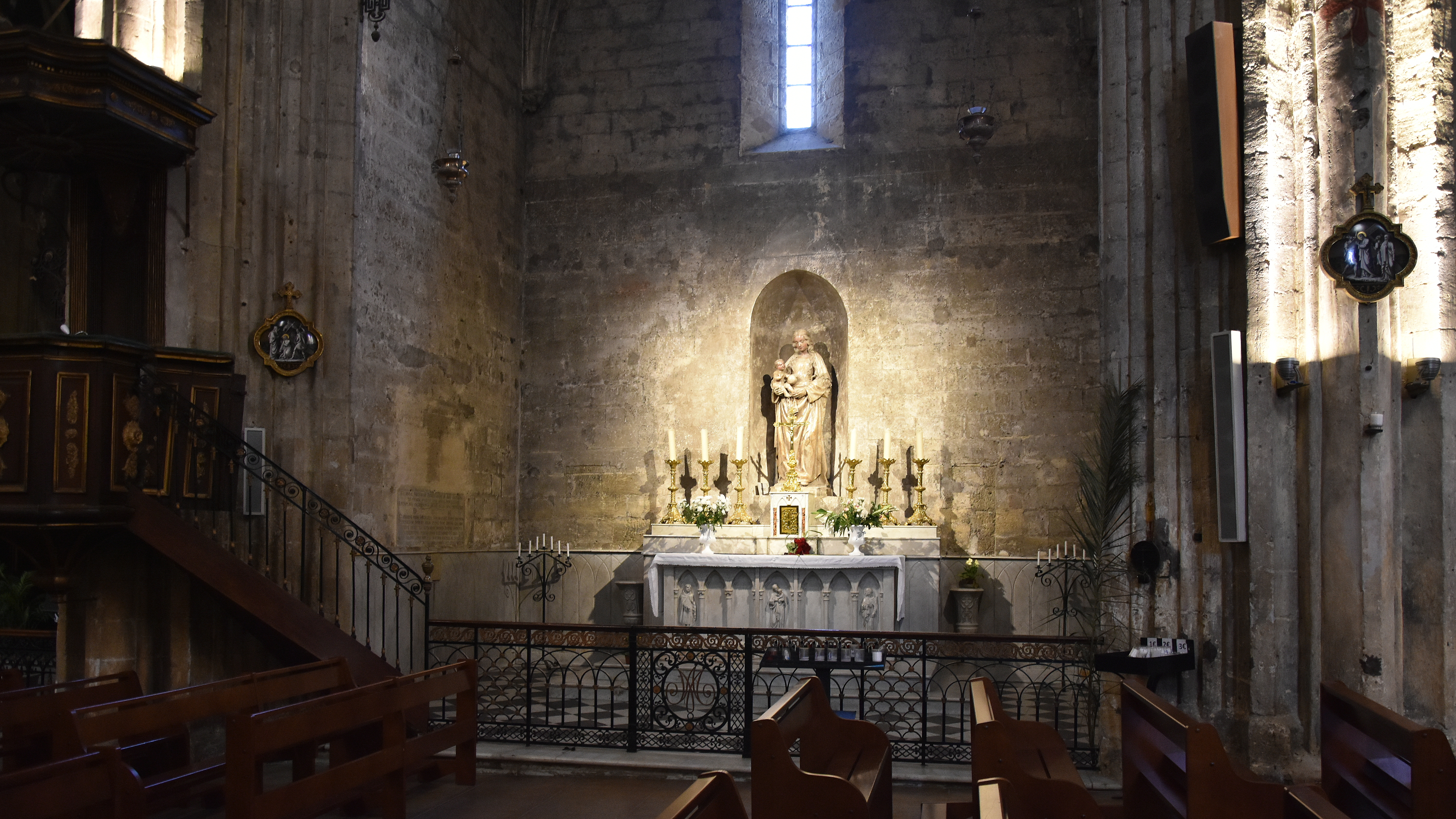
Een zijaltaar
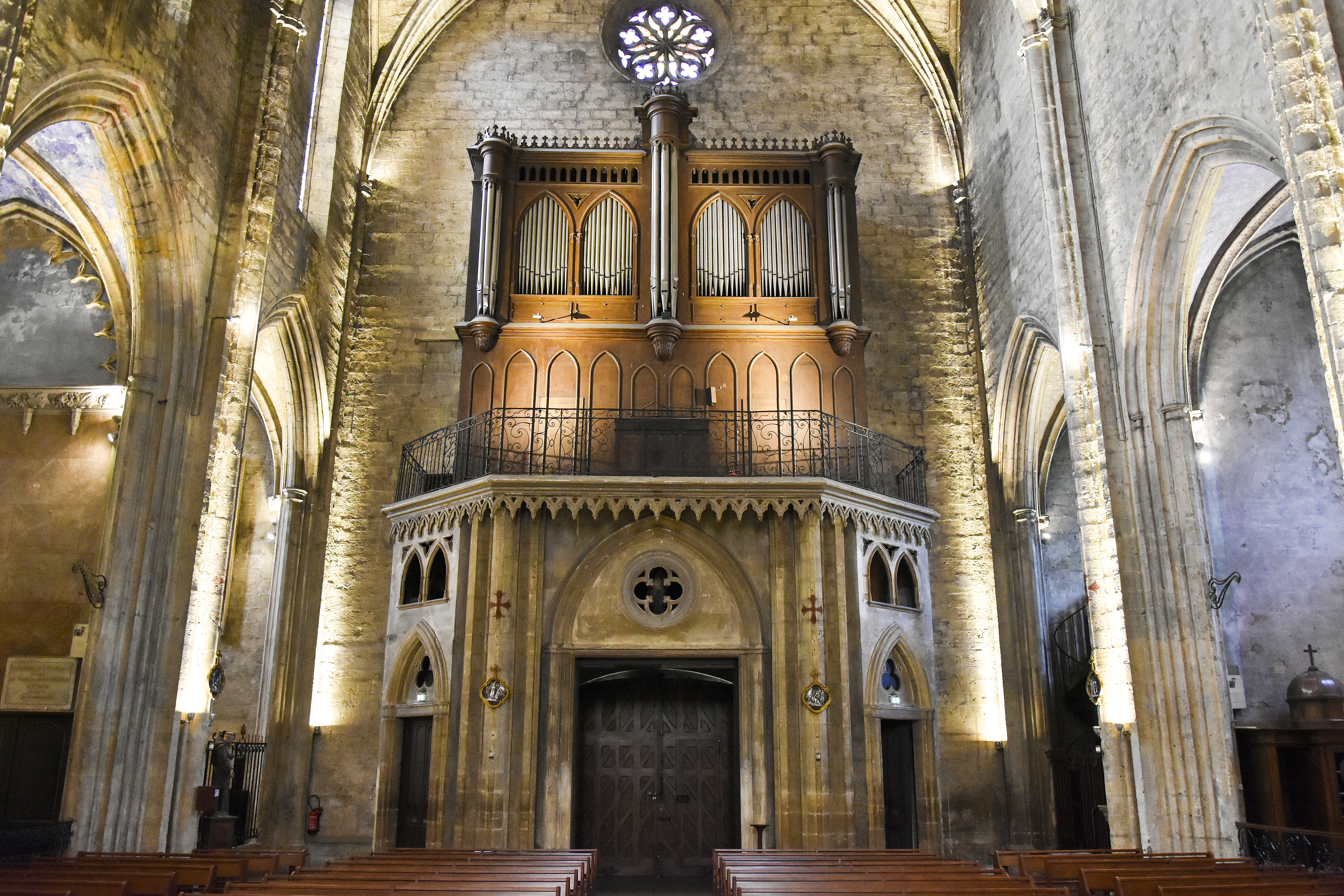
Achterzijde met kerkorgel